# Freitagszella
Freitagszella is een gehucht in de Duitse gemeente Amt Creuzburg in het Wartburgkreis in Thüringen. Het wordt voor het eerst genoemd in 1802. In 1925 werd het bij de gemeente Buchenau gevoegd. In 1994 fuseerde de gemeente Buchenau met Mihla, die op haar beurt in 2020 opging in de gemeente Amt Creuzburg.